# Homoneura hospes
Homoneura hospes är en tvåvingeart som beskrevs av Allen 1989. Homoneura hospes ingår i släktet Homoneura och familjen lövflugor. Inga underarter finns listade i Catalogue of Life.